# Hadouken
 (juillet 2019).
Si vous disposez d'ouvrages ou d'articles de référence ou si vous connaissez des sites web de qualité traitant du thème abordé ici, merci de compléter l'article en donnant les références utiles à sa vérifiabilité et en les liant à la section « Notes et références ».
Hadouken ou Hadôken (波動拳, Ha-do-u-ke-n, は-ど-う-け-ん) est une attaque spéciale de la franchise de jeux vidéo Street Fighter, inventée en 1987 à la sortie de Street Fighter I et utilisée par les personnages Ryu, Ken Masters, Sakura Kasugano, Gouken et Gouki (Akuma).
Le Hadouken et le shoryuken sont deux mouvements typiques de ces personnages. Le mouvement induit que le personnage concentre une vague d'énergie à l'aide de son esprit (aussi appelée "ki"), qui se matérialise entre ses mains, puis la décharge en direction de son ou ses adversaires.

## Description
Cette attaque est réalisée par le joueur utilisant sa manette ou son joystick, par un quart de cercle entre la position basse et la direction de l'adversaire, puis en appuyant sur un bouton de coup de poing.
La plupart des jeux de combat utilisent des mouvements spéciaux avec projection de vagues d'énergie, et bien que les projectiles utilisés dans les jeux actuels varient d'un jeu à l'autre et d'un personnage à l'autre, l'exécution de ces attaques est très souvent similaire au Hadouken de par la popularité légendaire de la franchise - et de son second opus en particulier - qui a fait du mouvement du Hadoken la base de la plupart des mouvements d'attaque en jeux de combat, ainsi qu'un meme, un monument de la pop-culture.
Ces mouvements font référence au "hadouken", ou à une boule de feu. Le Hadouken peut usuellement être réalisé de trois façons différentes en fonction du bouton de coup de poing associé au mouvement : cela affectera sa vitesse, les dégâts causés lors de l'impact, et la quantité d'énergie disponible ou la distance parcourue par le projectile. De plus, le Hadouken peut se décliner de diverses façons, en fonction du personnage avec lequel le mouvement est associé. Par exemple, Ryu et Akuma utilisent une variante basée sur le feu, appelée Shakunetsu Hadouken (灼熱波動拳) ou "Blazing Surge Fist", carbonisant sa cible.
Outre les personnages principaux de la franchise cités ci-dessus, d'autres personnages de séries annexes à la franchise Street Fighter utilisent également le Hadouken avec leur propre nom. Ainsi, Kairi Mizukami et Allen Snyder (séries Street Fighter EX et Fighting Layer) ont le même mouvement, sous les noms de "Shinki Hatsudo" et "Fire Force" respectivement, et ce quand bien même c'est la même attaque que le Hadouken.
Certains autres personnages principaux de la franchise emploient des attaques similaires au Hadoken, tout en étant suffisamment distinctes de la version de départ : Dhalsim répand le feu par le biais de son "Yoga Fire", et Chun-Li émet un projectile qu'elle appelle Kikouken (気功拳). Dan Hibiki utilise un projectile envoyé à une main appelé Gadouken (我道拳). Dans Street Fighter III, Sean ne dispose pas du Hadouken à proprement parler contrairement à son mentor Ken Masters, mais peut employer un super-mouvement similaire, nommé "Hadou Burst".

## Dans la culture populaire

De gauche à droite, charge et lancer de la vague d'énergie

- The Tails Clan, un groupe de boss secrets dans Megaman X Command Mission, utilisent un mouvement nommé "Annihilator Hadouken".
- Le groupe punk Hadouken! de Leeds, dans le West Yorkshire, a tiré son nom du mouvement de Street Fighter.
- Dans Fallout 2, les boxeurs de New Reno's gym pousse parfois un "Hadouken!" pendant qu'ils combattent.
- Le duo de DJ argentins Heatbeat (en) a réalisé un titre nommé Hadoken.
- Dans Team Fortress 2, la raillerie du pyro lorsqu'il porte le fusil à pompe est une référence au hadouken : mouvement incantatoire puis boule de feu qui sort de ses mains.
- Hadoken Fighter est un jeu vidéo pour iPhone développé par l'éditeur japonais indépendant Meteor Creations.
- Dans Le Monde incroyable de Gumball (S2E12), lors d'une parodie de combat Street Fighter 2, un personnage réalise cette attaque en criant « Big head! » (« Grosse tête! ») à la place.
- Dans Ready Player One, de Steven Spielberg, Parzival réalise un "Hadouken", après un enchaînement de coup, contre son ennemi Nolan Sorrento.
- Dans SHAZAM, un des super héros prononce le Hadouken tout en lançant des éclairs[pas clair]
- Dans Pratique de la ceinture, ô ventre, pièce de théâtre de Vanessa Amaral, le personnage de Victor joue à Street Fighter et met K.O. son adversaire, déclarant "Combo j't'ai défoncé ! Hadouken !"